# Royale Charleroi Sporting Club 2015-2016
Questa voce raccoglie le informazioni riguardanti il Royale Charleroi Sporting Club nelle competizioni ufficiali della stagione 2015-2016.

## Stagione
Nella stagione 2015-2016 lo Charleroi ha disputato la Pro League, massima serie del campionato belga di calcio, terminando la stagione regolare all'ottavo posto con 39 punti conquistati in 30 giornate, frutto di 10 vittorie, 9 pareggi e 11 sconfitte. Grazie a questo piazzamento è stato ammesso nel girone B dei play-off per un posto in UEFA Europa League, terminando al primo posto con 11 punti conquistati in 6 giornate, frutto di 3 vittorie, 2 pareggi e 1 sconfitta, a pari punti con il Lokeren, ma in vantaggio per la miglior differenza reti. In seguito, lo Charleroi ha sfidato il Kortrijk, vincitore del girone A, superandolo con una doppia vittoria e qualificandosi al test-match per la qualificazione al secondo turno preliminare della UEFA Europa League 2016-2017. Nel test-match lo Charleroi ha affrontato il Genk: dopo aver vinto la gara di andata in casa, lo Charleroi ha perso la gara di ritorno in trasferta, mancando la qualificazione all'Europa League. Nella Coppa del Belgio lo Charleroi è sceso in campo dai sedicesimi di finale, raggiungendo gli ottavi di finale dove è stato eliminato dal Genk. In UEFA Europa League lo Charleroi è sceso in campo dal secondo turno preliminare, eliminando gli israeliani del Beitar Gerusalemme con una doppia vittoria. Nel terzo turno preliminare è stato eliminato dagli ucraini dello Zorja che hanno vinto sia la gara di andata sia quella di ritorno.

## Rosa
| N. |                               | Ruolo | Calciatore         |
| -- | ----------------------------- | ----- | ------------------ |
| 1  | Francia (bandiera)            | P     | Nicolas Penneteau  |
| 3  | Francia (bandiera)            | D     | Steeven Willems    |
| 5  | Francia (bandiera)            | D     | Benjamin Boulenger |
| 6  | Macedonia del Nord (bandiera) | D     | Gjoko Zajkov       |
| 7  | Francia (bandiera)            | C     | Clément Tainmont   |
| 8  | Spagna (bandiera)             | D     | Javi Martos        |
| 9  | Francia (bandiera)            | A     | Florent Stevance   |
| 10 | Belgio (bandiera)             | A     | David Pollet       |
| 13 | Senegal (bandiera)            | C     | Christophe Diandy  |
| 14 | Perù (bandiera)               | C     | Cristian Benavente |
| 15 | Belgio (bandiera)             | P     | Valentin Baume     |
| 17 | Grecia (bandiera)             | D     | Stergos Marinos    |
| 18 | Senegal (bandiera)            | C     | Amara Baby         |
| 19 | Angola (bandiera)             | C     | Clinton Mata       |
| 20 | Belgio (bandiera)             | C     | Jessy Gálvez López |
| 21 | Francia (bandiera)            | A     | Jérémy Perbet      |

| N. |                           | Ruolo | Calciatore         |
| -- | ------------------------- | ----- | ------------------ |
| 22 | Belgio (bandiera)         | D     | Guillaume François |
| 23 | Belgio (bandiera)         | C     | Karel Geraerts     |
| 24 | Belgio (bandiera)         | D     | Dorian Dessoleil   |
| 25 | Francia (bandiera)        | C     | Damien Marcq       |
| 28 | Belgio (bandiera)         | C     | Enes Sağlık        |
| 29 | Grecia (bandiera)         | C     | Sōtīrīs Ninīs      |
| 35 | RD del Congo (bandiera)   | P     | Parfait Mandanda   |
| 41 | Rep. del Congo (bandiera) | D     | Francis N'Ganga    |
| 45 | Belgio (bandiera)         | A     | Roman Ferber       |
| 88 | RD del Congo (bandiera)   | C     | Dieumerci Ndongala |
| 92 | Belgio (bandiera)         | C     | Louka Franco       |
|    | Belgio (bandiera)         | C     | Gregoire Martin    |
|    | Senegal (bandiera)        | C     | Mohamed Daf        |
|    | Belgio (bandiera)         | D     | Sébastien Dewaest  |
|    | RD del Congo (bandiera)   | C     | Neeskens Kebano    |

## Risultati

### UEFA Europa League

#### Secondo turno preliminare
| Arbitro: | Lee Probert |

|                                                |           |           |
| Pollet 10’, 68’ Kebano 47’, 90+3’ Stevance 88’ | Marcatori | 35’ Gabay |

| Arbitro: | Stephan Klossner |

|            |           |                                                   |
| Atzily 16’ | Marcatori | 43’ Kebano 53’ Sağlık 76’ Ndongala 90+2’ Stevance |

#### Terzo turno preliminare
| Arbitro: | Radu Petrescu |

|  |           |                       |
|  | Marcatori | 70’, 89’ Malinovs'kyj |

| Arbitro: | Andris Treimanis |

|                                               |           |  |
| Ljubenović 58’, 68’ (rig.) Malinovs'kyj 90+3’ | Marcatori |  |

## Statistiche

### Statistiche di squadra
| Competizione          | Punti | In casa | In casa | In casa | In casa | In casa | In casa | In trasferta | In trasferta | In trasferta | In trasferta | In trasferta | In trasferta | Totale | Totale | Totale | Totale | Totale | Totale | DR |
| Competizione          | Punti | G       | V       | N       | P       | Gf      | Gs      | G            | V            | N            | P            | Gf           | Gs           | G      | V      | N      | P      | Gf     | Gs     | DR |
| --------------------- | ----- | ------- | ------- | ------- | ------- | ------- | ------- | ------------ | ------------ | ------------ | ------------ | ------------ | ------------ | ------ | ------ | ------ | ------ | ------ | ------ | -- |
| Pro League            | 39    | 15      | 5       | 7       | 3       | 20      | 16      | 15           | 5            | 2            | 8            | 16           | 23           | 30     | 10     | 9      | 11     | 36     | 39     | -3 |
| Pro League play-off   | -     | 4       | 2       | 2       | 0       | 8       | 3       | 4            | 3            | 0            | 1            | 8            | 4            | 8      | 5      | 2      | 1      | 16     | 7      | +9 |
| Pro League test-match | -     | 1       | 1       | 0       | 0       | 2       | 0       | 1            | 0            | 0            | 1            | 1            | 5            | 2      | 1      | 0      | 1      | 3      | 5      | -2 |
| Coppa del Belgio      | -     | 1       | 1       | 0       | 0       | 3       | 0       | 1            | 0            | 1            | 0            | 1            | 1            | 2      | 1      | 1      | 0      | 4      | 1      | +3 |
| UEFA Europa League    | -     | 2       | 1       | 0       | 1       | 5       | 3       | 2            | 1            | 0            | 1            | 4            | 4            | 4      | 2      | 0      | 2      | 9      | 7      | +2 |
| Totale                | -     | 23      | 10      | 9       | 4       | 38      | 22      | 23           | 9            | 3            | 11           | 30           | 37           | 46     | 19     | 12     | 15     | 68     | 59     | +9 |